# Shirikti-Shuqamuna
Širikti-šuqamuna, que significa <<Regalo (del dios) Šuqamuna>>, ca. 985 a. C., sucedió a  Ninurta-kudurri-usur I, como tercer rey de la VI Dinastía de Babilonia o Dinastía de Bazi, ejerciendo el poder durante tres meses, tiempo insuficiente para merecer un año de reinado oficial.
Fue el último rey de la dinastía de Bazi, que había reinado durante más de veinte años, según la Lista A de reyes, contemporáneo del rey asirio Assur-rabi II, ca. 1012–971 a. C.. Tomó su nombre del dios casita de la guerra, Šuqamuna, que junto con Šumalia, estaba asociado con la investidura de los reyes. La Crónica del reino de Shamash-shum-ukin, le nombra como hermano de Nabu-kudurrī-uṣur, que es probablemente un error, en vez de Ninurta-kudurrī-uṣur, nombre de su predecesor.
La Crónica dinástica registra que fue enterrado en un palacio.